# Tététou
 (juillet 2024).
Tététou est une commune togolaise située dans la préfecture du Haho, dans la région des Plateaux, au Sud-Est du Togo. La commune se trouve au centre du parc classé de Tététou.

## Hydrographie
La commune est ouverte sur le Mono, un des fleuves majeurs du pays,. Elle se trouve en aval du barrage de Nangbéto,.

## Histoire

### Colonisation
La région où se trouve la commune subit des dynamiques démographiques coloniales pendant la colonisation allemande et française. Pendant la Première Guerre mondiale, les forces allemandes prennent position à Tététou pendant un certain temps, avant d'être délogées du lieu.
Ainsi, elle est colonisée dans les années 1920 par les Kabyés, avec la bénédiction des autorités coloniales européennes, qui voient là un moyen d'installer de la main d'oeuvre dans une zone alors relativement peu peuplée. La commune produit du coton qui est ensuite récupéré par les colons français avant qu'ils ne l'acheminent, grâce à une voie ferrée, jusqu'à Notsé. Là, ils peuvent le diriger vers les ports de la colonie pour l'exporter vers la France métropolitaine.

### Togo post-colonial
Après la construction du barrage de Nangbéto, la commune subit des complications liées à son remplissage mais ces nuisances s'atténuent avec le temps. Elle est aussi très liée au Bénin voisin jusqu'à ce qu'elle soit reliée de manière plus importante au reste du Togo. Au début du XXIe siècle, le rachat des terres par de grands exploitants terriens installés dans les villes provoque un climat de tension entre plusieurs peuples de la région, notamment entre les Ewé et les Adja.
Le Togo y crée un parc classé, nommé le parc de Tététou, et, pour résoudre les problèmes d'énergie de la région, commence à y construire une centrale hydroélectrique en 2019-2020,,, qui doit à terme avoir une capacité de 24MW.